# Ocho (maniobra aérea)
El ocho es una maniobra acrobática en la cual el avión describe un ocho en el espacio. Puede ser descrito en el mismo plano vertical, siendo entonces un ocho cubano (cuban eight), o descrito a lo largo del espacio, siendo entonces un ocho flojo (lazy eight).

## Tipos de ochos
- Ocho cubano interior o exterior
- Ocho cubano con inversión
- Medio ocho cubano inverso
- Medio ocho cubano
- Ocho perezoso

## Ocho cubano

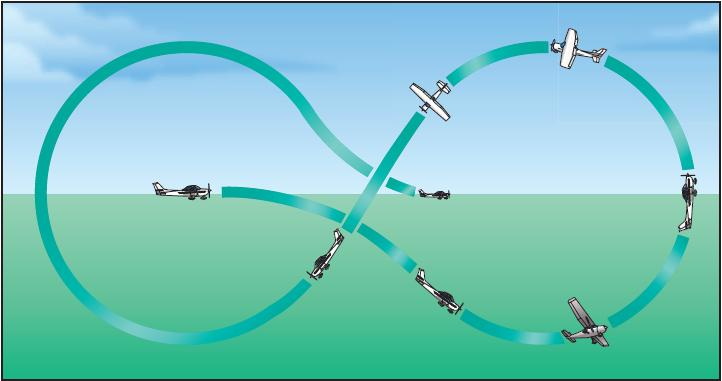
Ocho cubano

Esta maniobra es un desarrollo del looping normal. El ocho cubano está compuesto de 5/8 de looping normal con un medio tonel descendente, seguido por otros 5/8 de looping y su medio tonel correspondiente.

### Pasos para la ejecución del ocho cubano
1. Picado medio sobre la referencia para alcanzar la velocidad del looping (20% sobre la de crucero).
2. Tirón para realizar un looping, a 2,5 Gs y motor a fondo cuando se sube a la vertical.
3. Se deja que el morro caiga 20° por debajo del horizonte y se le detiene cediendo palanca.
4. Se comienza medio tonel con alerón izquierdo y timón a la derecha, se retrasan los gases.
5. Se continúa sacando el medio tonel de un modo coordinado y picando con 45° en una trayectoria alineada con la referencia en el suelo.
6. Se recupera la velocidad del looping y se vuelve a ejecutar un looping normal.
7. Se realiza otro medio tonel volviendo a salir al rumbo original en picado.
8. Recuperarse y volver al vuelo recto y nivelado.

## Ocho cubano con inversión
También llamada ocho cubano inverso, ocho horizontal. Se debe realizar el ocho cubano invertido directamente sobre una línea recta de referencia en el terreno, paralelo al viento. Se empieza la figura por medio tonel e inversión con una velocidad adecuada. El tirón de salida de la inversión es como la primera mitad de un looping normal y se inicia cuando se alcanza la velocidad de entrada en un looping. Entonces se lleva el avión a una trayectoria de subida con 45° sobre el horizonte. Cuando la velocidad ha bajado a la adecuada para iniciar una inversión, se realiza un medio tonel y se termina con otro medio looping. En esta maniobra no se necesita un sistema inverso de combustible.

## Ocho perezoso

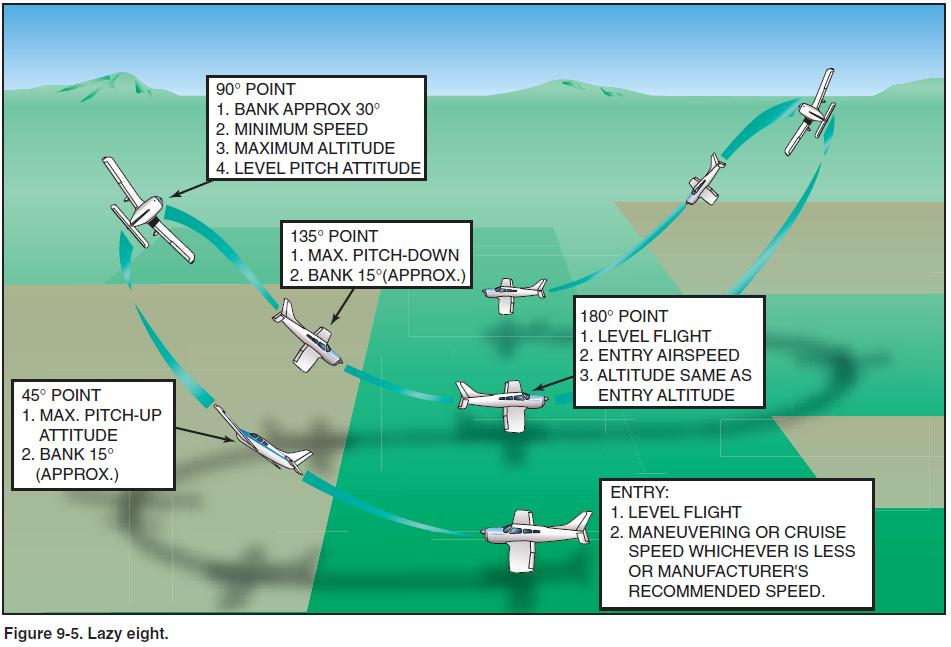
Ocho perezoso

El ocho perezoso es una maniobra que pasa por picados, ascensos y virajes, y requiere una actuación continua de mandos para conseguir su ejecución correcta. Incluye dos virajes de 180° en direcciones opuestas, saliendo de uno y entrando inmediatamente en el otro, con un ascenso y un picado simétricos en cada viraje. Antes de empezar el ocho perezoso se elige una referencia fácil de reconocer en el terreno, junto al horizonte, en el lado de donde sopla el viento. Durante la ejecución de la maniobra se vuela el avión en ángulo recto con esta referencia y cada vez más cerca de ella. Existe la versión militar que enlaza dos wingover.

### Pasos para ejecutar el ocho perezoso
1. Un picado suave hasta un 10% por encima de la velocidad de crucero. Ajustar los gases a las RPM de crucero. Un tirón suave hasta el horizonte y se inicia un viraje ascendente suave hacia una referencia previamente escogida en el horizonte lejano.
2. Se continúa manteniendo la presión hacia atrás sobre la palanca, al mismo tiempo que se aumenta la acción de los alerones y el timón de dirección, con lo que el morro del avión describe un arco sobre el horizonte, mientras que la velocidad desciende hasta un 10% por encima de la pérdida.
3. Se hace que el morro pase por la referencia en el horizonte y se continúa sacando el viraje de un modo suave y coordinado mientras aumenta hasta la de entrada en la figura.
4. Otro viraje ascendente coordinado hacia la referencia. Se acciona el timón de dirección lo suficiente para mantener la bola centrada.
5. El morro vuelve a pasar por la referencia mientras la velocidad vuelve a aumentar.
6. Se recupera el viraje nivelando los planos y llevando el morro al horizonte a la velocidad de crucero.[3]